# Jan Němec (Schriftsteller)

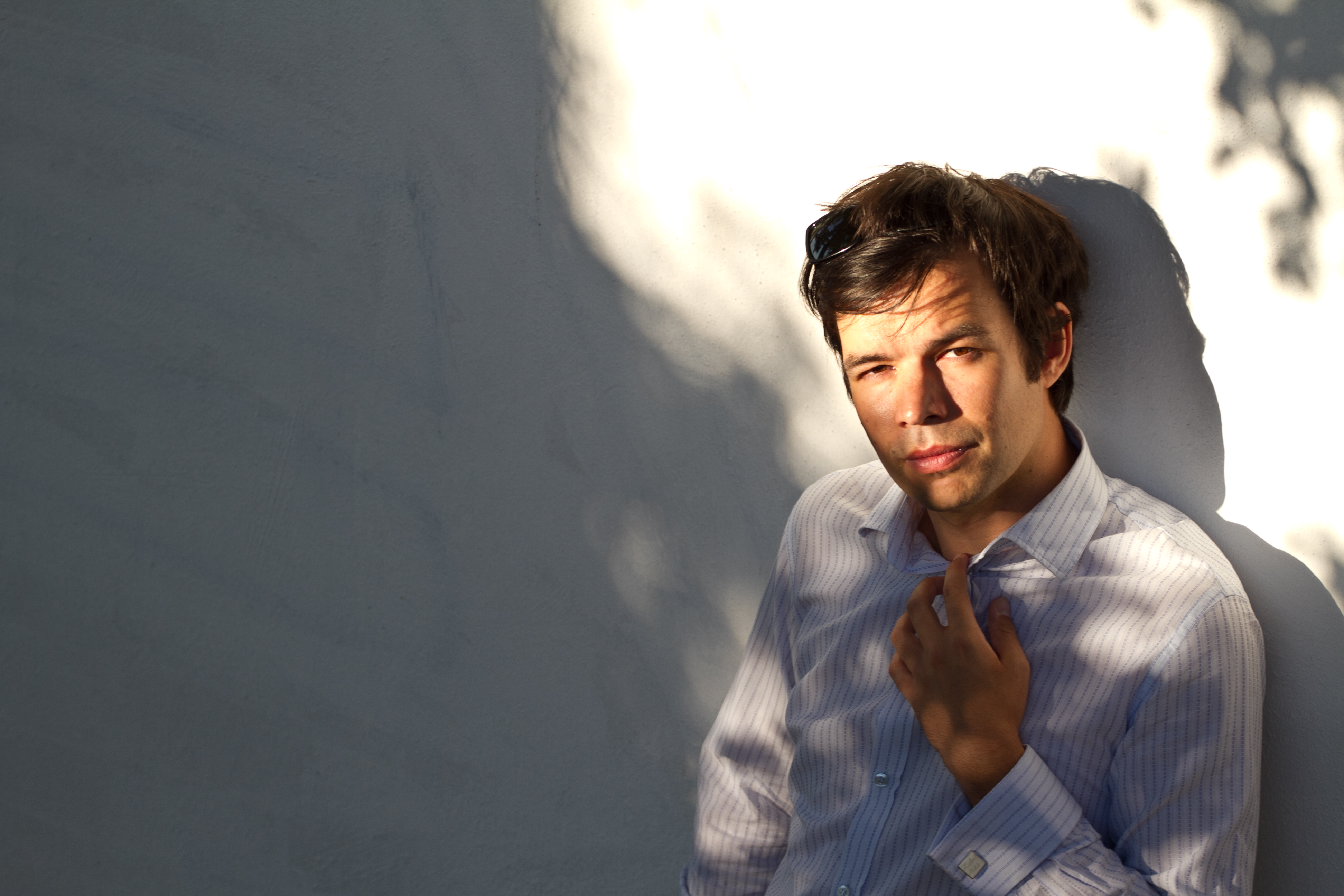
Jan Němec (2014)

Jan Němec (* 21. Juni 1981 in Brünn) ist ein tschechischer Schriftsteller. Er ist Sohn des Schriftstellers Ludvík Němec.

## Leben
Němec studierte Soziologie und Religionswissenschaft an der Masaryk-Universität sowie Dramaturgie an der Janáček-Akademie für Musik und Darstellende Kunst Brünn (JAMU). Er arbeitet im Verlag Host und für die gleichnamige Zeitschrift. Als Schriftsteller debütierte er 2007 mit dem Lyrikband První život.

## Werke

### Lyrik
- První život, 2007

### Prosa
- Hra pro čtyři ruce, 2009
- Dějiny světla, 2013
  - Die Geschichte des Lichts, übersetzt von Martin Mutschler, 2019
- Možnosti milostného románu, 2019

## Auszeichnungen
- 2014: Cena Česká kniha für Dějiny světla
- 2014: Literaturpreis der Europäischen Union für Dějiny světla